# Programmations du Festival de Confolens dans les années 1980
Cet article présente les programmations du Festival de Confolens dans les années 1980.

## 1980
| Pays représentés      | Nom des groupes folkloriques                                                                                          |
| --------------------- | --- |
| Argentine             | - Grupo de Danzas Argentinas de Cordoba - Groupe Kapacuna - Benn Pott                                                 |
| Arménie               | - Ensemble Navasart, - Groupe d'émigrés Arméniens                                                                     |
| Chili                 | - Grupo Chileno de Santiago de Chile                                                                                  |
| États-Unis (Illinois) | - Groupe American Heritage Dancers de Normal                                                                          |
| France                | - Lo Gerbo Baudo de Confolens, - Groupe Rondalla Maribel de Perpignan, - Annie et Artus, - Banda de la Clau de Porter |
| Hongrie               | - Ensemble Belabartok de Budapest                                                                                     |
| Malaisie              | - Tradiosa cultural Troup de Kuala Lampur                                                                             |
| Roumanie              | - Ensemble Doina Timisului de Timișoara                                                                               |
| Tchécoslovaquie       | - Harmonie de Kyjov                                                                                                   |
| Turquie               | - Groupe Bakirkoy Halkevi Derneji d'Istanbul                                                                          |
| Yougoslavie           | - Ensemble Mirko Srzentic de Titograd                                                                                 |
| Zaïre                 | - Troupe Nationale de Zaïre de Kinshasa                                                                               |

## 1981
| Pays représentés     | Nom des groupes folkloriques                                                                  |
| -------------------- | --------------------------------------------------------------------------------------------- |
| Allemagne de l'Ouest | - Trachtenkapelle Elters/Rhon de Hofbieber                                                    |
| Bulgarie             | - Groupe Folklorique de la Maison de la Culture de Sofia                                      |
| Chine                | - Troupe des Chorégraphes Chinois de Pékin                                                    |
| Costa Rica           | - Grupo Folkorico Curime de San José                                                          |
| Écosse               | - Pipe Band d'Édimbourg                                                                       |
| Équateur             | - Grupo Folklorico Tungurahua d'Ambato                                                        |
| Espagne              | - Coros y Danzas de Madrid                                                                    |
| France               | - La Capouliero de Martigues, - Saut'Palisse de Juillac-le-Coq, - Lo Gerbo Baudo de Confolens |
| Israël               | - Ensemble Folklorique de la municipalité d'Haïfa                                             |
| Mexique              | - Ballet National de Mexico                                                                   |
| Pologne              | - Ensemble Slowyanki de Cracovie                                                              |
| Portugal             | - Grupo Folclorico de Sidados d'Oliveira de Azeméis                                           |
| Sri Lanka            | - Groupe Pulasthi Art Circle de Kotte                                                         |
| Union soviétique     | - Le Grand Ballet du Daghestan                                                                |

## 1982
| Pays représentés                 | Nom des groupes folkloriques |
| -------------------------------- | --- |
| Belgique                         | - Les Gilles Marchiennois de Charleroi |
| Brésil                           | - Tradicoes folkloricas Caerenses de Caruaru |
| Bulgarie                         | - Ensemble Naiden Kirov de Roussé |
| République démocratique du Congo | - Theatre Lemba |
| République dominicaine           | - Ballet Folklórico Nacional Dominicano del Ministerio de Cultura |
| Espagne                          | - Grupo de Danzas de Madrid |
| États-Unis                       | - BYU de Provo |
| France                           | - Lo Gerbo Baudo, - Le Kevrenn Ar Flamm Bagad de Brest, - Lous Pastous Seignossais de Seignosse, - La Compagne de Danse Populaire Française, - Saut'Palisse de Juillac-le-Coq |
| Italie                           | - Sbandiratori dei Rioni de Cori |
| Pologne                          | - Orchestre populaire de l'Académie Agricole de Lublin |
| Turquie                          | - Anadolu Folk Tuplulugu d'Istanbul |
| Ukraine (URSS)                   | - Ballet National Ukrainie de Poltava |

## 1983
| Pays représentés | Nom des groupes folkloriques |
| ---------------- | --- |
| Algérie          | - Ensemble National |
| Azerbaïdjan      | - Kenioul de Bakou |
| Chine            | - Troupe Artistique du Liaoning |
| Colombie         | - Ballet Folklorique de Bogota |
| États-Unis       | - Rutherford Country Square Dancers de Tennessee                                                                                       |
| Finlande         | - Katrilli d'Helsinki |
| France           | - Lo Gerbo Baudo, - Les Maitres de la Rose d'Anjou de Doué-la-Fontaine, - La Capouliero de Martigues, - Saut'Palisse de Juillac-le-Coq |
| Hongrie          | - Ensemble Jaszagi de Budapest |
| Inde             | - Troupe de Gujarat |
| Irlande          | - Ensemble Rory O'Moore Pipe Band de Dublin                                                                                            |
| Panama           | - Ballet folklorique de Panama |
| Pologne          | - Ensemble Promni de Varsovie |
| Portugal         | - El Rancho Folclorico da Ribiera de Santarém                                                                                          |

## 1984
| Pays représentés | Nom des groupes folkloriques |
| ---------------- | --- |
| Bolivie          | - Ballet Folklorico de Cochabamba |
| Égypte           | - Ballet National du Caire |
| Espagne          | - Tuna de Grenade |
| Finlande         | - Trio musical de Laponie |
| France           | - Lo Gerbo Baudo, - Bagad d'Auray, - Compagnie de Danses Populaire Française, - La Quiolée du Grand-Pressigny, - Los Gouyos orthéziens d'Orthez |
| Grèce            | - Groupe folklorique du lycée d'Agrinion |
| Guatemala        | - Ensemble Guatemarimba de Guatemala City |
| Malaisie         | - Razwein de Kuala Lumpur |
| Mexique          | - Conjunto Folklorico Magisteriel de Mexico |
| Pérou            | - Ensemble Musical Winaypan d'Arequipa |
| Roumanie         | - Junii Sisibiului de Sibiu |
| Suisse           | - La Lyre de Courton, - La Société de Musique de Treyvaux                                                                                       |
| Togo             | - Ballet National de Lomé |
| Ukraine          | - Smeretchiha de Vikinksi |

## 1985
| Pays représentés | Nom des groupes folkloriques |
| ---------------- | --- |
| Allemagne        | - Trachtenkapelle Elsters/Rhon de Hofbieber |
| Angola           | - Groupe de Danses de Luanda |
| Argentine        | - Compañia Argentina de Santa Fe |
| Bulgarie         | - Ensemble de Danses de Varna |
| Chine            | - Ensemble d'art Shaanai de Xian |
| Colombie         | - Ballet Folklorique de Bogota |
| Écosse           | - Daniel Stewart's ans Melville collège pipe Band |
| Espagne          | - Ballet Carmen Cubillo de Madrid |
| France           | - Lo Gerbo Baudo, - Begiralek de Saint-Jean-de-Luz, - Escolà dau Mont-Gargan de Croisille-sur-Brillance, - La Guerouée de Gatine en Valençay, - Les Galvachers de Château Chinon |
| Hongrie          | - Ensemble de l'université de l'horticulture de Budapest |
| Inde             | - Panthi Dance de Madhya Pradesh |
| Italie           | - Citta di quarto de Quarto Dzntz Helena |
| Mexique          | - Los Marchais de Mexico |
| Pologne          | - Ensemble Lublin de Lublin |
| Russie           | - Fleurs du Pays de Leningrad |
| Venezuela        | - Bellet el Ditirambo de Caracas |

## 1986
| Pays représentés               | Nom des groupes folkloriques                                                                                                   |
| ------------------------------ | --- |
| Brésil                         | - Tropeiros de Borborema de Campina Grande                                                                                     |
| Burkina Faso                   | - Kouledafourou Zoodia de Bobo Dioulasso                                                                                       |
| Canada                         | - Harmonie de Val Maurice de Shawinigan                                                                                        |
| Costa Rica                     | - Grupo Folkorico Curime de San José                                                                                           |
| Écosse                         | - Pipe Band de Forth |
| Équateur                       | - Grupo Folclorico Tungurahua d'Ambato                                                                                         |
| Espagne                        | - Alto Aragon de Jaca |
| France                         | - Lo Gerbo Baudo, - Lous Pastous Seignossais de Seignosse, - Lous Picataus de la Tour Piégut, - Groupe d'Oberseebach de Subach |
| Haïti                          | - Ensemble bacoulou de Port-aux-Princes                                                                                        |
| Italie                         | - Trompettes de Cori |
| Malaisie                       | - Ensemble Kusnida de Kuala Lumpur                                                                                             |
| Union soviétique (Ouzbékistan) | - Ensemble National d'Ouzbékistan                                                                                              |
| Portugal                       | - Rancho Folclorico de Faro |
| Roumanie                       | - Doina Timisului de Timisoara                                                                                                 |
| Tchécoslovaquie (Slovaquie)    | - Ensemble Ponitram de Nitra                                                                                                   |
| Trinité-et-Tobago              | - Ensemble El Dorado |

## 1987
| Pays représentés | Nom des groupes folkloriques                                                                              |
| ---------------- | --- |
| Belgique         | - Corps de Musique de la Garde de Waterloo                                                                |
| Bulgarie         | - Ensemble George Dimitrov de Varna - Ensemble Horovod de Varna                                           |
| Chine            | - Chants et Danses du canton du Guangdong                                                                 |
| Colombie         | - Institut National Folklorique Zapata Oivella de Bogota de Cali                                          |
| Corée du Sud     | - Tang Sun Young Troupe de Séoul                                                                          |
| États-Unis       | - BYU de Provo                                                                                            |
| France           | - Ciamada nissarda de Nice, - Lo Gerbo Baudo, - La Capouliero de Martigues, - Orchestre de jazz Jambalaya |
| Hongrie          | - Ensemble Vidorcski de Gyongyos                                                                          |
| Inde             | - Javanak d'Ahmedabad                                                                                     |
| Irlande          | - Chaney Folk Group de Dublin                                                                             |
| Mexique          | - Nayapan de Monterey                                                                                     |
| Nouvelle-Zélande | - Te Koata Trust Maori Cultural Group de Te Koata                                                         |
| Pakistan         | - Nan Performing Arts Group d'Islamabad                                                                   |
| Russie           | - Aurores de Printemps de Voronej                                                                         |
| Suède            | - Orchestre d'Uppsala                                                                                     |
| Thaïlande        | - Orchestre de Kahns de Bangkok                                                                           |
| Ukraine          | - Horytsvut de Lviv                                                                                       |

## 1988
| Pays représentés | Nom des groupes folkloriques                                                    |
| ---------------- | ------------------------------------------------------------------------------- |
| Azerbaïdjan      | - Guioulistan                                                                   |
| Bolivie          | - Ballet Nacional de La Paz                                                     |
| Chili            | - Ballet Folklorique San Bernardo                                               |
| Corée du Sud     | - Tang Sun Young Troupe de Séoul                                                |
| Cuba             | - 3 de Diciembre De Santiago                                                    |
| Égypte           | - Ballet National du Caire                                                      |
| Espagne          | - Andalousie de Grenade                                                         |
| France           | - Lo Gerbo Baudo, - plusieurs groupes Basques à l'occasion du spectacle Zorzito |
| Grèce            | - Groupe Kalarrytes de Iaonnina                                                 |
| Haïti            | - Ensemble bacoulou de Port-aux-Princes                                         |
| Honduras         | - Ballet National Gariguna de Teguciagalpa                                      |
| Israël           | - Hora Neurim de Jérusalem                                                      |
| Mexique          | - Orchestre des Mariachis du Michoacan                                          |
| Népal            | - Ballet Royal de Katmandou                                                     |
| Portugal         | - Ensemble Oliveira de Azeimis de Cidacos                                       |
| Roumanie         | - Group Paul Stinga de Bucarest                                                 |
| Thaïlande        | - Troupe folklorique de Piboonsongkram                                          |
| Tchéquie         | - Harmonie de Kyjov                                                             |

## 1989
| Pays représentés | Nom des groupes folkloriques                                                                                           |
| ---------------- | --- |
| Algérie          | - Etafath de Tizi Ouzou                                                                                                |
| Argentine        | - Compañia Argentina de Santa Fe                                                                                       |
| Corée du Nord    | - Troupe artistique de la Jeunesse nord-coréenne                                                                       |
| États-Unis       | - Cloggers USA |
| France           | - Lo Gerbo Baudo, - plusieurs groupes bretons à l'occasion de la Création Bretonne, - harmonie municipale de Gambsheim |
| Mexique          | - Les Gavilanes de San Juan                                                                                            |
| Palestine        | - Al Achekine |
| Pays-Bas         | - Folkloristisch dansensemble Nitsanim de la Haye                                                                      |
| Philippines      | - Filipiniada dance coup de l'université de Manille                                                                    |
| Tchéquie         | - Velika de Velda Nad Velickou                                                                                         |
| Slovénie         | - Akademska folklore stypina Slovénie Marolt de Ljubljana                                                              |
| Suisse           | - La Lyre Paroissiale de la Roche, Société de musique de Guin                                                          |
| Turquie          | - Ensemble Hoy-Tur d'Ankara                                                                                            |